# NGC 3964
NGC 3964 је лентикуларна галаксија у сазвежђу Лав која се налази на NGC листи објеката дубоког неба.
Деклинација објекта је + 28° 15' 46" а ректасцензија 11h 54m 53,4s. Привидна величина (магнитуда) објекта NGC 3964 износи 14,1 а фотографска магнитуда 15,1. NGC 3964 је још познат и под ознакама MCG 5-28-43, CGCG 157-50, PGC 37375.